# Peral (Cadaval)
Peral is een plaats (freguesia) in de Portugese gemeente Cadaval en telt 953 inwoners (2001).